# Eurovision Song Contest 2018
L'Eurovision Song Contest 2018 è stata la 63ª edizione dell'annuale concorso canoro, vinta dalla cantante israeliana Netta Barzilai con la canzone Toy; il concorso si è svolto presso l'Altice Arena di Lisbona, in Portogallo per la prima volta in assoluto grazie alla vittoria di Salvador Sobral con Amar pelos dois all'edizione precedente.
Il concorso si è articolato, come dal 2008, in due semifinali e una finale.

## Organizzazione

### Organizzazione e presentazione
Il 21 settembre 2017 è stato annunciato che, come negli anni precedenti, un team di produzione svedese avrebbe affiancato la RTP nell'organizzazione tecnica dell'evento; tra di essi ci sono stati anche Ola Melzig (già produttore esecutivo nell'edizione precedente) e Tobias Åberg.
Il 7 novembre 2017 è stato annunciato lo slogan dell'edizione, ossia All Aboard! (dall'inglese: tutti a bordo!), e il logo, una conchiglia che si ispira al guscio di un Nautilus.
La prima partita di biglietti per la finale e le relative prove è andata in vendita dal 30 novembre, mentre la seconda è stata resa disponibile a partire dal 20 dicembre 2017.
L'8 gennaio 2018 sono stati annunciati i nomi delle conduttrici, ovvero Filomena Cautela, Sílvia Alberto, Daniela Ruah e Catarina Furtado.
Il 12 gennaio 2018 la RTP ha annunciato che il Blue Carpet di questa edizione si sarebbe svolto presso il MAAT di Lisbona e la cerimonia di benvenuto presso il Museo dell'elettricità della stessa città.
Il 29 gennaio 2018 l'Unione europea di radiodiffusione ha annunciato che l'azienda di illuminazioni OSRAM è partner dello show per il quarto anno consecutivo.

### Scelta della sede

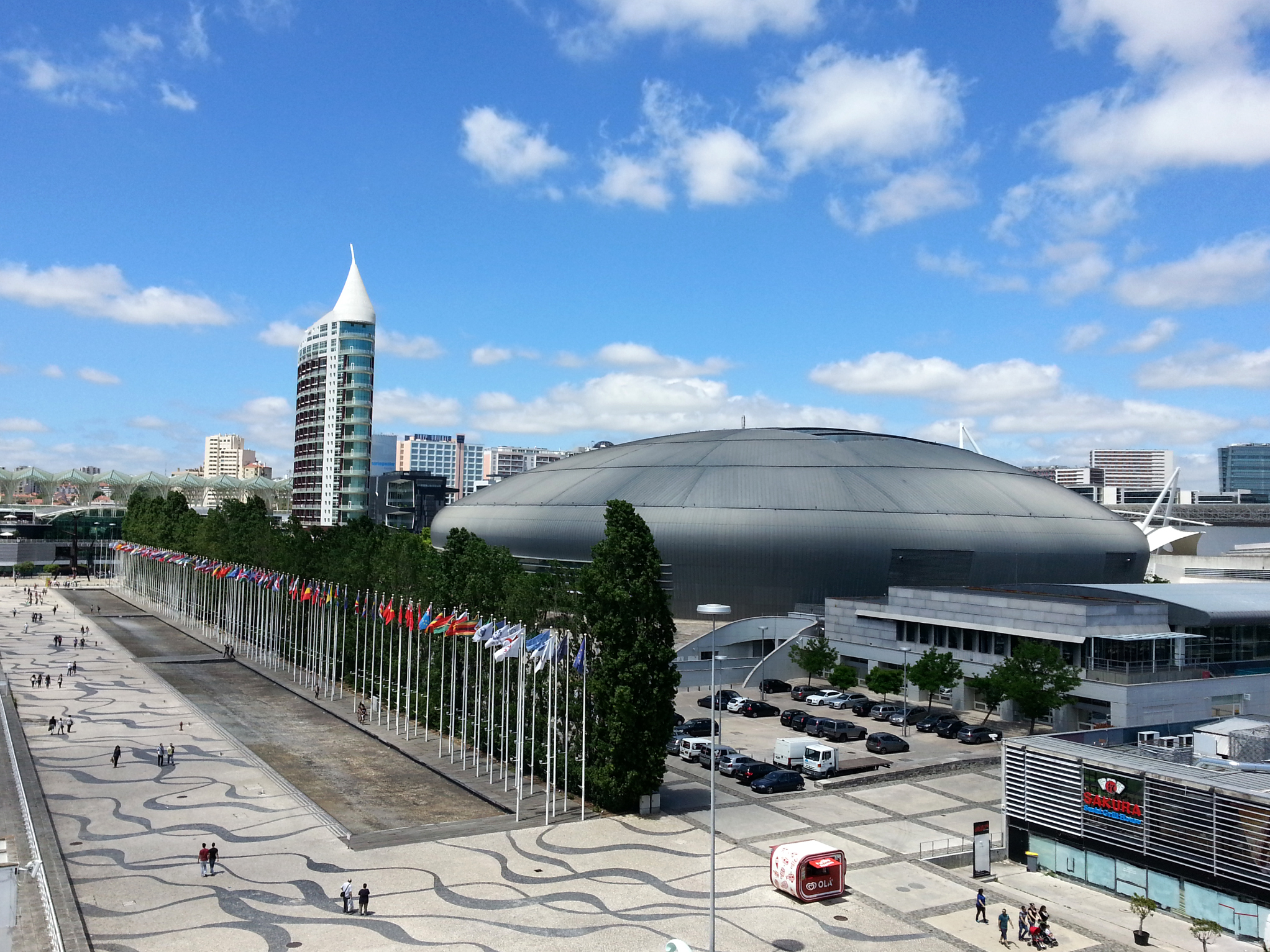
L'Altice Arena, sede della 63ª edizione dell'Eurovision Song Contest

All'indomani della vittoria portoghese all'edizione 2017, ospitata dalla città ucraina di Kiev, la delegazione portoghese ha espresso l'interesse dell'emittente pubblica RTP a organizzare la manifestazione musicale. In particolare, il direttore generale di RTP Nuno Artur Silva dopo aver ricevuto dal supervisore esecutivo Jon Ola Sand il dossier relativo all'evento, ha annunciato che l'evento si sarebbe svolto a Lisbona. Tale decisione ha causato molte critiche per il suo carattere centralista, dato che, negli anni precedenti, tutti i paesi che hanno organizzato l'evento hanno scelto la città ospitante attraverso un concorso pubblico.
Come risposta, il 16 maggio 2017 il direttore di programmi della RTP ha dichiarato che la sede del concorso non era stata ancora scelta ufficialmente e lo stesso giorno, è stato indetto un bando per selezionare la città ospitante. A stretto giro ha seguito l'interesse ad ospitare l'evento di diverse città tra cui Braga (Braga Exibition Park), Espinho (Nave Polivalente), Faro (Estádio Algarve), Gondomar (Multiusos Gondomar Coração de Ouro), Guimarães (Pavilhão Multiusos de Guimarães), Lisbona (Altice Arena) e Santa Maria da Feira (Europarque). La prima città ad annunciare una mancanza d'interesse è stata Porto (citando gli elevati costi per ospitare l'evento), ma dichiarò che avrebbe comunque supportato tutte le candidature dell'Area Metropolitana di Porto (Espinho, Gondomar e Santa Maria da Feira).
Il 13 luglio 2017, dopo un colloquio con il Gruppo di Controllo della manifestazione alla sede dell'UER di Ginevra, l'emittente RTP ha confermato le 5 città che avevano ufficialmente presentato una candidatura: Braga, Gondomar, Guimarães, Lisbona e Santa Maria da Feira.
Il successivo 25 luglio è stato ufficialmente confermato che la sede dell'Eurovision Song Contest 2018 sarebbe stata l'Altice Arena di Lisbona.

#### Articolazione del processo
Il processo di selezione della scelta si è articolato nel seguente modo:
- le città interessate hanno preso visione dei criteri fondamentali per ospitare la manifestazione;
- alle stesse città sono state poi concesse quattro settimane per preparare i propri piani e progetti per ospitare l'evento;
- nel mese di giugno l'emittente organizzatrice ha valutato le candidature in base ai criteri fondamentali;
- entro la fine di giugno l'emittente organizzatrice ha visitato le città selezionate, i progetti preparati sono stati inviati all'Unione europea di radiodiffusione che ha decretato, di concerto con l'emittente organizzatrice e prima del mese di luglio, la città ospitante.

#### Criteri fondamentali
Il 13 maggio 2017 l'UER e RTP hanno divulgato i criteri fondamentali per città e sedi candidate:
- la sede deve disporre di una copertura, anche provvisoria;
- la sede deve avere una capacità che si aggiri sui 10 000 posti;

- la sede deve avere a disposizione una vicina sala stampa che possa accogliere almeno 1 500 persone;
- la sede deve essere disponibile a partire dal mese di marzo 2018;
- la città deve avere a disposizione almeno 2 000 camere d'albergo per accogliere gli spettatori;

- la città deve avere un aeroporto internazionale non più lontano di un'ora e mezza dalla sede dell'evento.

| Città                | Sede                               | Capacità | Note                                                                                  |
| -------------------- | ---------------------------------- | -------- | ------------------------------------------------------------------------------------- |
| Braga                | Braga Exibition Park               | 15 000   |                                                                                       |
| Gondomar             | Multiusos Gondomar Coração de Ouro | 8 000    | Ha ospitato la finale del UEFA Futsal Championship 2007                               |
| Guimarães            | Pavilhão Multiusos de Guimarães    | 5 000    | La sede è stata selezionata da RTP per ospitare la finale del Festival da Canção 2018 |
| Lisbona              | Altice Arena                       | 20 000   | Ha ospitato gli MTV Europe Music Awards 2005                                          |
| Santa Maria da Feira | Europarque                         | 11 000   | Ha ospitato la finale dell'Euro 2004                                                  |

## Stati partecipanti
Stati partecipanti che si sono qualificati alla finale
     Stati partecipanti che non si sono qualificati per la finale
     Stati che hanno partecipato in passato ma non nel 2018

Stati partecipanti che si sono qualificati alla finale
Stati partecipanti che non si sono qualificati per la finale
Stati che hanno partecipato in passato ma non nel 2018

Il 21 ottobre 2017 RTP ha annunciato che ci sarebbero stati 43 Stati partecipanti, come nelle edizioni del 2008 a Belgrado e del 2011 a Düsseldorf. Il 7 novembre 2017, invece, è stata resa disponibile la lista dei paesi partecipanti, con 42 Stati come nelle edizioni del 2016 a Stoccolma e del 2017 a Kiev. Con l'aggiunta della Macedonia il 17 novembre 2017, il numero di Stati partecipanti è salito a 43. Per la prima volta dal 2011, non ci sono stati ritiri.
| Stato                      | Artista                       | Brano                       | Lingua           | Processo di selezione | Note |
| -------------------------- | ----------------------------- | --------------------------- | ---------------- | --- | --- |
| Albania                    | Eugent Bushpepa               | Mall                        | Albanese         | Festivali i Këngës 56, 23 dicembre 2017 | Il brano in gara è una versione modificata rispetto a quello che ha vinto la selezione nazionale. |
| Armenia                    | Sevak Khanagyan               | Qami                        | Armeno           | Depi Evratesil 2018, 25 febbraio 2018 | |
| Australia                  | Jessica Mauboy                | We Got Love                 | Inglese          | Interno; cantante annunciata l'11 dicembre 2017, brano annunciato il 5 marzo 2018 e presentato l'8 marzo 2018                                    | In caso di vittoria dell'Australia la SBS produrrà l'evento in Europa assieme a un altro membro dell'UER. |
| Austria                    | Cesár Sampson                 | Nobody but You              | Inglese          | Interno; cantante annunciato il 5 dicembre 2017, brano annunciato il 7 dicembre 2017 e presentato il 9 marzo 2018                                | |
| Azerbaigian                | Aisel                         | X My Heart                  | Inglese          | Interno; cantante annunciata l'8 novembre 2017, brano annunciato il 3 marzo 2018 e presentato il 4 marzo 2018                                    | |
| Belgio                     | Sennek                        | A Matter of Time            | Inglese          | Interno; cantante annunciata il 28 settembre 2017, brano annunciato il 4 marzo 2018 e presentato il 5 marzo 2018                                 | |
| Bielorussia                | Alekseev                      | Forever                     | Inglese          | Nacional'nyj otbor 2018, 16 febbraio 2018 | Il brano in gara è una versione modificata rispetto a quello che ha vinto la selezione nazionale. |
| Bulgaria                   | EQUINOX                       | Bones                       | Inglese          | Selezione interna fra brani inviati dagli aspiranti rappresentanti; gruppo e brano annunciati l'11 marzo 2018, brano presentato il 12 marzo 2018 | |
| Cipro                      | Eleni Foureira                | Fuego                       | Inglese          | Interno; cantante e brano annunciati il 1º febbraio 2018, brano presentato il 2 marzo 2018                                                       | Inizialmente la CyBC aveva proposto l'organizzazione di una finale nazionale per la scelta dell'artista. |
| Croazia                    | Franka Batelić                | Crazy                       | Inglese          | Interno; cantante e brano annunciati il 13 febbraio 2018, brano presentato il 6 marzo 2018                                                       | |
| Danimarca                  | Rasmussen                     | Higher Ground               | Inglese          | Dansk Melodi Grand Prix 2018, 10 febbraio 2018                                                                                                   | |
| Estonia                    | Elina Netšajeva               | La forza                    | Italiano         | Eesti Laul 2018, 3 marzo 2018 | |
| Finlandia                  | Saara Aalto                   | Monsters                    | Inglese          | Interno; cantante annunciata il 7 novembre 2017, UMK 2018 per il brano, 3 marzo 2018                                                             | |
| Francia                    | Madame Monsieur               | Mercy                       | Francese         | Déstination Eurovision, 27 gennaio 2018 | |
| Georgia                    | Ethno-Jazz Band Iriao         | For You                     | Georgiano        | Interno; gruppo annunciato il 31 dicembre 2017, brano annunciato il 18 febbraio 2018 e presentato il 13 marzo 2018                               | |
| Germania                   | Michael Schulte               | You Let Me Walk Alone       | Inglese          | Unser Lied für Lissabon, 22 febbraio 2018 | |
| Grecia                     | Yianna Terzī                  | Oneiro mou                  | Greco            | Interno; cantante e brano annunciati il 16 febbraio 2018                                                                                         | Una finale nazionale era inizialmente prevista per il 16 febbraio (poi spostata al 22), ma la squalifica di quattro dei cinque concorrenti ha reso Yianna Terzī, di fatto, l'unica possibile rappresentante greca.                            |
| Irlanda                    | Ryan O'Shaughnessy            | Together                    | Inglese          | Interno; cantante e brano annunciati il 31 gennaio 2018, brano presentato il 9 marzo 2018                                                        | |
| Islanda                    | Ari Ólafsson                  | Our Choice                  | Inglese          | Söngvakeppnin 2018, 3 marzo 2018 | |
| Israele                    | Netta                         | Toy                         | Inglese, ebraico | HaKokhav HaBa 2018, 13 febbraio 2018 per l'artista, brano annunciato il 25 febbraio 2018 e presentato l'11 marzo 2018                            | |
| Italia                     | Ermal Meta & Fabrizio Moro    | Non mi avete fatto niente   | Italiano         | Festival di Sanremo 2018, 10 febbraio 2018 | Il brano in gara è una versione modificata rispetto a quello che ha vinto la selezione nazionale. |
| Lettonia                   | Laura Rizzotto                | Funny Girl                  | Inglese          | Supernova 2018, 24 febbraio 2018 | |
| Lituania                   | Ieva Zasimauskaitė            | When We're Old              | Inglese, Lituano | Eurovizijos 2018, 11 marzo 2018 | |
| Macedonia                  | Eye Cue                       | Lost and Found              | Inglese          | Interno; gruppo e brano annunciati il 13 febbraio 2018, brano presentato l'11 marzo 2018                                                         | |
| Malta                      | Christabelle                  | Taboo                       | Inglese          | Malta Eurovision Song Contest 2018, 3 febbraio 2018                                                                                              | Il brano in gara è una versione modificata rispetto a quello che ha vinto la selezione nazionale. |
| Moldavia                   | DoReDoS                       | My Lucky Day                | Inglese          | O melodie pentru Europa 2018, 24 febbraio 2018                                                                                                   | |
| Montenegro                 | Vanja Radovanović             | Inje                        | Montenegrino     | Montevizija 2018, 17 febbraio 2018 | Il brano in gara è una versione modificata rispetto a quello che ha vinto la selezione nazionale. |
| Norvegia                   | Alexander Rybak               | That's How You Write a Song | Inglese          | Melodi Grand Prix 2018, 10 marzo 2018 | |
| Paesi Bassi                | Waylon                        | Outlaw in 'Em               | Inglese          | Interno; cantante annunciato il 9 novembre 2017, brano annunciato e presentato il 2 marzo 2018                                                   | |
| Polonia                    | Gromee feat. Lukas Meijer     | Light Me Up                 | Inglese          | Krajowe Eliminacje 2018, 3 marzo 2018 | |
| Portogallo (organizzatore) | Cláudia Pascoal feat. Isaura  | O jardim                    | Portoghese       | Festival da Canção 2018, 4 marzo 2018 | Il brano in gara è una versione modificata rispetto a quello che ha vinto la selezione nazionale. |
| Regno Unito                | SuRie                         | Storm                       | Inglese          | Eurovision: You Decide 2018, 7 febbraio 2018 | Il brano in gara è una versione modificata rispetto a quello che ha vinto la selezione nazionale. |
| Repubblica Ceca            | Mikolas Josef                 | Lie to Me                   | Inglese          | Eurovision Song CZ, 29 gennaio 2018 | Il brano in gara è una versione modificata rispetto a quello che ha vinto la selezione nazionale. |
| Romania                    | The Humans                    | Goodbye                     | Inglese          | Selecția Națională 2018, 25 febbraio 2018 | |
| Russia                     | Julija Samojlova              | I Won't Break               | Inglese          | Interno; cantante annunciata il 29 gennaio 2018, brano annunciato e presentato l'11 marzo 2018                                                   | Lo Stato è rappresentato dalla stessa cantante che avrebbe dovuto rappresentarlo l'edizione precedente. |
| San Marino                 | Jessika feat. Jenifer Brening | Who We Are                  | Inglese          | 1in360, 3 marzo 2018 | È la prima partecipazione all'Eurovision in cui San Marino effettua la scelta dell'artista e del brano tramite finale nazionale. Inoltre, è la prima volta che un paese all'Eurovision effettua selezioni online per la scelta dei candidati. |
| Serbia                     | Sanja Ilić & Balkanika        | Nova deca                   | Serbo            | Beovizija 2018, 20 febbraio 2018 | |
| Slovenia                   | Lea Sirk                      | Hvala, ne!                  | Sloveno          | EMA 2018, 24 febbraio 2018 | Il brano contiene alcune parole in portoghese. |
| Spagna                     | Alfred & Amaia                | Tu canción                  | Spagnolo         | Operación Triunfo Gala Eurovisión, 29 gennaio 2018                                                                                               | Il brano in gara è una versione modificata rispetto a quello che ha vinto la selezione nazionale. |
| Svezia                     | Benjamin Ingrosso             | Dance You Off               | Inglese          | Melodifestivalen 2018, 10 marzo 2018 | |
| Svizzera                   | ZiBBZ                         | Stones                      | Inglese          | Die Entscheidungsshow 2018, 4 febbraio 2018 | Il brano in gara è una versione modificata rispetto a quello che ha vinto la selezione nazionale. |
| Ucraina                    | Mélovin                       | Under the Ladder            | Inglese          | Vidbir 2018, 24 febbraio 2018 | Il brano in gara è una versione modificata rispetto a quello che ha vinto la selezione nazionale. |
| Ungheria                   | AWS                           | Viszlát nyár                | Ungherese        | A Dal 2018, 24 febbraio 2018 | |

## Verso l'evento

### Eurovision Pre-Party Riga 2018
La quinta edizione dell'evento si è tenuta il 24 marzo 2018 a Riga presso il Crystal Club, condotto da Roberto Meloni (rappresentante della Lettonia all'Eurovision Song Contest 2007 e 2008); vi hanno partecipato:
- Lettonia
- Lituania
- Moldavia
- Repubblica Ceca

Hanno partecipato inoltre Amber (rappresentante di Malta all'Eurovision Song Contest 2015) e Markus Riva (Supernova 2018).

### London Eurovision Party 2018
L'undicesima edizione dell'evento si è tenuta il 5 aprile 2018 a Londra presso il Café de Paris, situato nel West End; vi hanno partecipato:
- Australia
- Austria
- Bulgaria
- Danimarca
- Finlandia
- Francia
- Germania
- Irlanda
- Islanda
- Lituania
- Montenegro
- Polonia
- Regno Unito
- Repubblica Ceca
- Romania
- San Marino
- Spagna
- Svezia
- Svizzera

Hanno partecipato inoltre Corinne Hermès (vincitrice dell'Eurovision Song Contest 1983), Stella Mwangi (rappresentante della Norvegia all'Eurovision Song Contest 2011) & Alexandra Rotan (Melodi Grand Prix 2018), Margaret Berger (rappresentante della Norvegia all'Eurovision Song Contest 2013), Suzy (rappresentante del Portogallo all'Eurovision Song Contest 2014), Lucie Jones (rappresentante del Regno Unito all'Eurovision Song Contest 2017) e Felix Sandman (Melodifestivalen 2018).

### Moscow Eurovision Party 2018
L'evento si è tenuto il 7 aprile 2018 a Mosca presso la Vegas City Hall, con red carpet e classifica di gradimento della serata, vi hanno partecipato:
- Armenia
- Azerbaigian
- Malta
- Moldavia
- Russia

Hanno partecipato inoltre Filipp Kirkorov (rappresentante della Russia all'Eurovision Song Contest 1995), Dzmitryj Kaldun (rappresentante della Bielorussia all'Eurovision Song Contest 2007), Dina Garipova (rappresentante della Russia all'Eurovision Song Contest 2013), Anastasija e Maria Tolmačëvy (rappresentanti della Russia all'Eurovision Song Contest 2014 e vincitrici del Junior Eurovision Song Contest 2006), Samra (rappresentante dell'Azerbaigian all'Eurovision Song Contest 2016), Ivan (rappresentante della Bielorussia all'Eurovision Song Contest 2016), Artsvik (rappresentante dell'Armenia all'Eurovision Song Contest 2017), Kristian Kostov (rappresentante della Bulgaria all'Eurovision Song Contest 2017) e Polina Bogusevič (vincitrice del Junior Eurovision Song Contest 2017).

### Israel Calling 2018
La terza edizione dell'evento più lungo che anticipa l'ESC si è tenuta dall'8 all'11 aprile 2018 con il concerto principale tenutosi il 10 aprile in piazza Rabin, nel centro di Tel Aviv, e condotta da Galit Gutman. Vi hanno partecipato:
- Armenia
- Australia
- Austria
- Azerbaigian
- Belgio
- Bielorussia
- Danimarca
- Francia
- Georgia
- Irlanda
- Islanda
- Israele
- Lettonia
- Lituania
- Macedonia
- Moldavia
- Montenegro
- Regno Unito
- Repubblica Ceca
- Romania
- San Marino
- Serbia
- Slovenia
- Spagna
- Svizzera

Hanno partecipato inoltre Dana International (vincitrice dell'Eurovision Song Contest 1998 e rappresentante d'Israele all'Eurovision Song Contest 2011) e Izhar Cohen (vincitore dell'Eurovision Song Contest 1978 e rappresentante d'Israele all'Eurovision Song Contest 1985).

### Eurovision in Concert 2018
La decima edizione dell'evento che anticipa l'ESC si è tenuta il 14 aprile 2018 all'AFAS Live di Amsterdam, condotta da Cornald Maas ed Edsilia Rombley (rappresentante dei Paesi Bassi all'Eurovision Song Contest 1998 e 2007); vi hanno partecipato:
- Albania
- Armenia
- Australia
- Austria
- Belgio
- Bielorussia
- Bulgaria
- Danimarca
- Finlandia
- Francia
- Germania
- Irlanda
- Islanda
- Israele
- Lettonia
- Lituania
- Macedonia
- Malta
- Moldavia
- Montenegro
- Paesi Bassi
- Polonia
- Regno Unito
- Repubblica Ceca
- San Marino
- Serbia
- Slovenia
- Spagna
- Svezia
- Svizzera
- Ucraina
- Ungheria

Hanno partecipato inoltre Sandra Kim (vincitrice dell'Eurovision Song Contest 1986) e Kristian Kostov (rappresentante della Bulgaria all'Eurovision Song Contest 2017).

### Eurovision Spain Pre-Party 2018
Il primo giorno della seconda edizione dell'evento è stato il 20 aprile 2018 presso la Joy Eslava con la Welcome ESPreParty, condotta da Lucía Pérez (rappresentante della Spagna all'Eurovision Song Contest 2011) e Víctor Escudero, dove si sono esibiti Coral Segovia, Davinia, Jenny, Jorge González, Milena Brody, Nicoleta Sava, Raúl e Stella & Alexandra.
 Il giorno successivo, il 21 aprile 2018 si è tenuto l'Eurovision Spain Pre-Party 2018 presso la Sala La Riviera di Madrid, condotta da Soraya Arnelas (rappresentante della Spagna all'Eurovision Song Contest 2009). Vi hanno partecipato:
- Albania
- Armenia
- Belgio
- Bielorussia
- Francia
- Germania
- Irlanda
- Islanda
- Lettonia
- Macedonia
- Moldavia
- Montenegro
- Portogallo
- Regno Unito
- Repubblica Ceca
- Romania
- San Marino
- Slovenia
- Spagna
- Svizzera
- Ungheria

Ha partecipato inoltre Lucía Pérez (rappresentante della Spagna all'Eurovision Song Contest 2011).

## L'evento
Il 12 gennaio 2018 l'UER ha annunciato che i finalisti di diritto avranno maggior visibilità durante le semifinali nelle quali saranno chiamati a televotare.

### Semifinali
Digame ha calcolato la composizione delle urne nelle quali sono stati divisi gli Stati partecipanti, determinate in base allo storico delle votazioni. La loro composizione è stata:
| Urna 1                                                                      | Urna 2                                                          | Urna 3                                                             | Urna 4                                                      | Urna 5                                                                 | Urna 6                                                           |
| --------------------------------------------------------------------------- | --------------------------------------------------------------- | ------------------------------------------------------------------ | ----------------------------------------------------------- | ---------------------------------------------------------------------- | ---------------------------------------------------------------- |
| - Albania - Croazia - Macedonia - Montenegro - Serbia - Slovenia - Svizzera | - Danimarca - Finlandia - Islanda - Irlanda - Norvegia - Svezia | - Armenia - Azerbaigian - Bielorussia - Georgia - Russia - Ucraina | - Bulgaria - Cipro - Grecia - Ungheria - Moldavia - Romania | - Australia - Austria - Repubblica Ceca - Israele - Malta - San Marino | - Belgio - Estonia - Lettonia - Lituania - Paesi Bassi - Polonia |

Il 29 gennaio 2018 si è svolto il sorteggio (presentato da Sílvia Alberto e Filomena Cautela) per determinare la composizione delle semifinali, in quale metà della semifinale si sarebbero esibiti gli stati sorteggiati e la semifinale in cui avrebbero avuto il diritto di voto gli stati già qualificati alla finale. Nel sorteggio è stato, inoltre, esplicitato che la prima semifinale sarebbe stata composta da 19 stati e la seconda da 18 e che l'ordine di esibizione esatto sarebbe stato stabilito dalla produzione del programma e approvata dal supervisore UER del programma e dal Gruppo di Controllo. In base all'esito del sorteggio, le semifinali sono state quindi così composte:

Stati partecipanti alla prima semifinale
Stati con diritto di voto nella prima semifinale
Stati partecipanti alla seconda semifinale
Stati con diritto di voto alla seconda semifinale

     Stati partecipanti alla prima semifinale
     Stati con diritto di voto nella prima semifinale
     Stati partecipanti alla seconda semifinale
     Stati con diritto di voto alla seconda semifinale
| 1ª semifinale 8 maggio 2018                                                                      | 1ª semifinale 8 maggio 2018                                               | 2ª semifinale 10 maggio 2018                                                       | 2ª semifinale 10 maggio 2018                                               |
| ------------------------------------------------------------------------------------------------ | ------------------------------------------------------------------------- | ---------------------------------------------------------------------------------- | -------------------------------------------------------------------------- |
| Bielorussia Bulgaria Lituania Albania Repubblica Ceca Belgio Islanda Azerbaigian Israele Estonia | Svizzera Finlandia Austria Irlanda Armenia Cipro Croazia Grecia Macedonia | Russia Serbia Danimarca Romania Australia Norvegia Moldavia San Marino Paesi Bassi | Montenegro Svezia Ungheria Malta Lettonia Georgia Polonia Slovenia Ucraina |
| Con diritto di voto: Portogallo Regno Unito Spagna                                               | Con diritto di voto: Portogallo Regno Unito Spagna                        | Con diritto di voto: Francia Germania Italia                                       | Con diritto di voto: Francia Germania Italia                               |

#### Prima semifinale
La prima semifinale si è tenuta l'8 maggio 2018 dalle 21:00, CEST; vi hanno partecipato 19 stati e hanno votato anche Portogallo, Regno Unito e Spagna.
| N° | Stato           | Cantante           | Canzone          | Punti | Posizione |
| -- | --------------- | ------------------ | ---------------- | ----- | --------- |
| 01 | Azerbaigian     | Aisel              | X My Heart       | 94    | 11        |
| 02 | Islanda         | Ari Ólafsson       | Our Choice       | 15    | 19        |
| 03 | Albania         | Eugent Bushpepa    | Mall             | 162   | 8         |
| 04 | Belgio          | Sennek             | A Matter of Time | 91    | 12        |
| 05 | Repubblica Ceca | Mikolas Josef      | Lie to Me        | 232   | 3         |
| 06 | Lituania        | Ieva Zasimauskaitė | When We're Old   | 119   | 9         |
| 07 | Israele         | Netta              | Toy              | 283   | 1         |
| 08 | Bielorussia     | Alekseev           | Forever          | 65    | 16        |
| 09 | Estonia         | Elina Netšajeva    | La forza         | 201   | 5         |
| 10 | Bulgaria        | EQUINOX            | Bones            | 177   | 7         |
| 11 | Macedonia       | Eye Cue            | Lost and Found   | 24    | 18        |
| 12 | Croazia         | Franka Batelić     | Crazy            | 63    | 17        |
| 13 | Austria         | Cesár Sampson      | Nobody but You   | 231   | 4         |
| 14 | Grecia          | Yianna Terzī       | Oneiro mou       | 81    | 14        |
| 15 | Finlandia       | Saara Aalto        | Monsters         | 108   | 10        |
| 16 | Armenia         | Sevak Khanagyan    | Qami             | 79    | 15        |
| 17 | Svizzera        | ZiBBZ              | Stones           | 86    | 13        |
| 18 | Irlanda         | Ryan O'Shaughnessy | Together         | 179   | 6         |
| 19 | Cipro           | Eleni Foureira     | Fuego            | 262   | 2         |

| Pos. | Televoto        | Punti | Giuria          | Punti |
| ---- | --------------- | ----- | --------------- | ----- |
| 1    | Cipro           | 173   | Israele         | 167   |
| 2    | Repubblica Ceca | 134   | Austria         | 115   |
| 3    | Estonia         | 120   | Albania         | 114   |
| 4    | Israele         | 116   | Bulgaria        | 107   |
| 5    | Austria         | 116   | Repubblica Ceca | 98    |
| 6    | Irlanda         | 108   | Cipro           | 89    |
| 7    | Finlandia       | 73    | Estonia         | 81    |
| 8    | Bulgaria        | 70    | Irlanda         | 71    |
| 9    | Lituania        | 62    | Belgio          | 71    |
| 10   | Grecia          | 53    | Svizzera        | 59    |
| 11   | Albania         | 48    | Lituania        | 57    |
| 12   | Azerbaigian     | 47    | Azerbaigian     | 47    |
| 13   | Bielorussia     | 45    | Croazia         | 46    |
| 14   | Armenia         | 41    | Armenia         | 38    |
| 15   | Svizzera        | 27    | Finlandia       | 35    |
| 16   | Belgio          | 20    | Grecia          | 28    |
| 17   | Croazia         | 17    | Bielorussia     | 20    |
| 18   | Macedonia       | 6     | Macedonia       | 18    |
| 19   | Islanda         | 0     | Islanda         | 15    |

12 punti (Giuria)
| N. | A           | Da                                                                   |
| -- | ----------- | -------------------------------------------------------------------- |
| 7  | Israele     | Armenia, Austria, Cipro, Croazia, Finlandia, Repubblica Ceca, Spagna |
| 3  | Austria     | Belgio, Estonia, Israele                                             |
| 2  | Albania     | Bielorussia, Islanda                                                 |
| 2  | Bulgaria    | Macedonia, Regno Unito                                               |
| 2  | Cipro       | Albania, Irlanda                                                     |
| 1  | Azerbaigian | Grecia                                                               |
| 1  | Belgio      | Bulgaria                                                             |
| 1  | Bielorussia | Azerbaigian                                                          |
| 1  | Estonia     | Svizzera                                                             |
| 1  | Irlanda     | Lituania                                                             |
| 1  | Lituania    | Portogallo                                                           |

12 punti (Televoto)
| N. | A               | Da                                          |
| -- | --------------- | ------------------------------------------- |
| 5  | Cipro           | Albania, Armenia, Bulgaria, Croazia, Grecia |
| 3  | Estonia         | Finlandia, Lituania, Portogallo             |
| 3  | Irlanda         | Austria, Belgio, Spagna                     |
| 2  | Lituania        | Irlanda, Regno Unito                        |
| 2  | Repubblica Ceca | Islanda, Israele                            |
| 1  | Albania         | Macedonia                                   |
| 1  | Armenia         | Bielorussia                                 |
| 1  | Austria         | Svizzera                                    |
| 1  | Bielorussia     | Azerbaigian                                 |
| 1  | Finlandia       | Estonia                                     |
| 1  | Grecia          | Cipro                                       |
| 1  | Israele         | Repubblica Ceca                             |

#### Seconda semifinale
La seconda semifinale si è svolta il 10 maggio 2018 dalle 21:00, CEST; vi hanno gareggiato 18 stati e hanno potuto votare anche Francia, Germania e Italia.
| N° | Stato       | Cantante                      | Canzone                     | Punti | Posizione |
| -- | ----------- | ----------------------------- | --------------------------- | ----- | --------- |
| 01 | Norvegia    | Alexander Rybak               | That's How You Write a Song | 266   | 1         |
| 02 | Romania     | The Humans                    | Goodbye                     | 107   | 11        |
| 03 | Serbia      | Sanja Ilić & Balkanika        | Nova deca                   | 117   | 9         |
| 04 | San Marino  | Jessika feat. Jenifer Brening | Who We Are                  | 28    | 17        |
| 05 | Danimarca   | Rasmussen                     | Higher Ground               | 204   | 5         |
| 06 | Russia      | Julija Samojlova              | I Won't Break               | 65    | 15        |
| 07 | Moldavia    | DoReDoS                       | My Lucky Day                | 235   | 3         |
| 08 | Paesi Bassi | Waylon                        | Outlaw in 'Em               | 174   | 7         |
| 09 | Australia   | Jessica Mauboy                | We Got Love                 | 212   | 4         |
| 10 | Georgia     | Ethno-Jazz Band Iriao         | For You                     | 24    | 18        |
| 11 | Polonia     | Gromee feat. Lukas Meijer     | Light Me Up                 | 81    | 14        |
| 12 | Malta       | Christabelle                  | Taboo                       | 101   | 13        |
| 13 | Ungheria    | AWS                           | Viszlát nyár                | 111   | 10        |
| 14 | Lettonia    | Laura Rizzotto                | Funny Girl                  | 105   | 12        |
| 15 | Svezia      | Benjamin Ingrosso             | Dance You Off               | 254   | 2         |
| 16 | Montenegro  | Vanja Radovanović             | Inje                        | 40    | 16        |
| 17 | Slovenia    | Lea Sirk                      | Hvala, ne!                  | 132   | 8         |
| 18 | Ucraina     | Mélovin                       | Under the Ladder            | 179   | 6         |

| Pos. | Televoto    | Punti | Giuria      | Punti |
| ---- | ----------- | ----- | ----------- | ----- |
| 1    | Danimarca   | 164   | Svezia      | 171   |
| 2    | Moldavia    | 153   | Norvegia    | 133   |
| 3    | Norvegia    | 133   | Australia   | 130   |
| 4    | Ucraina     | 114   | Paesi Bassi | 127   |
| 5    | Ungheria    | 88    | Malta       | 93    |
| 6    | Svezia      | 83    | Lettonia    | 92    |
| 7    | Australia   | 82    | Moldavia    | 82    |
| 8    | Serbia      | 72    | Romania     | 67    |
| 9    | Slovenia    | 65    | Slovenia    | 67    |
| 10   | Polonia     | 60    | Ucraina     | 65    |
| 11   | Russia      | 51    | Serbia      | 45    |
| 12   | Paesi Bassi | 47    | Danimarca   | 40    |
| 13   | Romania     | 40    | Ungheria    | 23    |
| 14   | Montenegro  | 17    | Montenegro  | 23    |
| 15   | Lettonia    | 14    | Polonia     | 21    |
| 16   | San Marino  | 14    | San Marino  | 14    |
| 17   | Georgia     | 13    | Russia      | 14    |
| 18   | Malta       | 8     | Georgia     | 11    |

12 punti (Giuria)
| N. | A           | Da                                                                                         |
| -- | ----------- | ------------------------------------------------------------------------------------------ |
| 9  | Svezia      | Australia, Georgia, Germania, Norvegia, Paesi Bassi, Polonia, San Marino, Serbia, Slovenia |
| 3  | Australia   | Danimarca, Francia, Lettonia                                                               |
| 3  | Norvegia    | Italia, Malta, Svezia                                                                      |
| 2  | Romania     | Moldavia, Ungheria                                                                         |
| 2  | Moldavia    | Romania, Russia                                                                            |
| 1  | Paesi Bassi | Ucraina                                                                                    |
| 1  | Serbia      | Montenegro                                                                                 |

12 punti (Televoto)
| N. | A          | Da                                                             |
| -- | ---------- | -------------------------------------------------------------- |
| 6  | Danimarca  | Australia, Norvegia, Paesi Bassi, San Marino, Svezia, Ungheria |
| 5  | Moldavia   | Francia, Georgia, Romania, Russia, Ucraina                     |
| 2  | Romania    | Italia, Moldavia                                               |
| 2  | Serbia     | Montenegro, Slovenia                                           |
| 1  | Norvegia   | Danimarca                                                      |
| 1  | Polonia    | Germania                                                       |
| 1  | Russia     | Lettonia                                                       |
| 1  | San Marino | Malta                                                          |
| 1  | Ucraina    | Polonia                                                        |
| 1  | Ungheria   | Serbia                                                         |

### Finale
La finale si è svolta il 12 maggio 2018 alle 21:00 CEST; vi hanno gareggiato 26 paesi di cui:
- i primi 10 qualificati durante la prima semifinale;
- i primi 10 qualificati durante la seconda semifinale;
- i 5 finalisti di diritto, i cosiddetti Big Five, ovvero Francia, Germania, Italia, Regno Unito e Spagna;
- il Portogallo, paese ospitante.

Il 12 marzo 2018, a seguito di un'estrazione, è stato deciso che il Portogallo, lo Stato organizzatore, avrebbe cantato all'8º posto.
| N° | Stato           | Cantante                     | Canzone                     | Punti | Posizione |
| -- | --------------- | ---------------------------- | --------------------------- | ----- | --------- |
| 1  | Ucraina         | Mélovin                      | Under the Ladder            | 130   | 17        |
| 2  | Spagna          | Alfred & Amaia               | Tu canción                  | 61    | 23        |
| 3  | Slovenia        | Lea Sirk                     | Hvala, ne!                  | 64    | 22        |
| 4  | Lituania        | Ieva Zasimauskaitė           | When We're Old              | 181   | 12        |
| 5  | Austria         | Cesár Sampson                | Nobody but You              | 342   | 3         |
| 6  | Estonia         | Elina Netšajeva              | La forza                    | 245   | 8         |
| 7  | Norvegia        | Alexander Rybak              | That's How You Write a Song | 144   | 15        |
| 8  | Portogallo      | Cláudia Pascoal feat. Isaura | O jardim                    | 39    | 26        |
| 9  | Regno Unito     | SuRie                        | Storm                       | 48    | 24        |
| 10 | Serbia          | Sanja Ilić & Balkanika       | Nova deca                   | 113   | 19        |
| 11 | Germania        | Michael Schulte              | You Let Me Walk Alone       | 340   | 4         |
| 12 | Albania         | Eugent Bushpepa              | Mall                        | 184   | 11        |
| 13 | Francia         | Madame Monsieur              | Mercy                       | 173   | 13        |
| 14 | Repubblica Ceca | Mikolas Josef                | Lie to Me                   | 281   | 6         |
| 15 | Danimarca       | Rasmussen                    | Higher Ground               | 226   | 9         |
| 16 | Australia       | Jessica Mauboy               | We Got Love                 | 99    | 20        |
| 17 | Finlandia       | Saara Aalto                  | Monsters                    | 46    | 25        |
| 18 | Bulgaria        | EQUINOX                      | Bones                       | 166   | 14        |
| 19 | Moldavia        | DoReDoS                      | My Lucky Day                | 209   | 10        |
| 20 | Svezia          | Benjamin Ingrosso            | Dance You Off               | 274   | 7         |
| 21 | Ungheria        | AWS                          | Viszlát nyár                | 93    | 21        |
| 22 | Israele         | Netta                        | Toy                         | 529   | 1         |
| 23 | Paesi Bassi     | Waylon                       | Outlaw in 'Em               | 121   | 18        |
| 24 | Irlanda         | Ryan O'Shaughnessy           | Together                    | 136   | 16        |
| 25 | Cipro           | Eleni Foureira               | Fuego                       | 436   | 2         |
| 26 | Italia          | Ermal Meta & Fabrizio Moro   | Non mi avete fatto niente   | 308   | 5         |

| Pos. | Televoto        | Punti | Giuria          | Punti |
| ---- | --------------- | ----- | --------------- | ----- |
| 1    | Israele         | 317   | Austria         | 271   |
| 2    | Cipro           | 253   | Svezia          | 253   |
| 3    | Italia          | 249   | Israele         | 212   |
| 4    | Repubblica Ceca | 215   | Germania        | 204   |
| 5    | Danimarca       | 188   | Cipro           | 183   |
| 6    | Germania        | 136   | Estonia         | 143   |
| 7    | Ucraina         | 119   | Albania         | 126   |
| 8    | Moldavia        | 115   | Francia         | 114   |
| 9    | Estonia         | 102   | Bulgaria        | 100   |
| 10   | Lituania        | 91    | Moldavia        | 94    |
| 11   | Norvegia        | 84    | Lituania        | 90    |
| 12   | Serbia          | 75    | Australia       | 90    |
| 13   | Austria         | 71    | Paesi Bassi     | 89    |
| 14   | Bulgaria        | 66    | Irlanda         | 74    |
| 15   | Ungheria        | 65    | Repubblica Ceca | 66    |
| 16   | Irlanda         | 62    | Norvegia        | 60    |
| 17   | Francia         | 59    | Italia          | 59    |
| 18   | Albania         | 58    | Spagna          | 43    |
| 19   | Paesi Bassi     | 32    | Slovenia        | 41    |
| 20   | Regno Unito     | 25    | Danimarca       | 38    |
| 21   | Finlandia       | 23    | Serbia          | 38    |
| 22   | Slovenia        | 23    | Ungheria        | 28    |
| 23   | Svezia          | 21    | Regno Unito     | 23    |
| 24   | Spagna          | 18    | Finlandia       | 23    |
| 25   | Portogallo      | 18    | Portogallo      | 21    |
| 26   | Australia       | 9     | Ucraina         | 11    |

12 punti (Giuria)
| N. | A         | Da                                                                                   |
| -- | --------- | ------------------------------------------------------------------------------------ |
| 9  | Austria   | Belgio, Bulgaria, Estonia, Islanda, Israele, Lituania, Polonia, Regno Unito, Romania |
| 8  | Svezia    | Armenia, Australia, Cipro, Georgia, Germania, Lettonia, Serbia, Slovenia             |
| 6  | Cipro     | Bielorussia, Grecia, Irlanda, Malta, Spagna, Svezia                                  |
| 5  | Israele   | Austria, Finlandia, Francia, Repubblica Ceca, San Marino                             |
| 4  | Germania  | Danimarca, Norvegia, Paesi Bassi, Svizzera                                           |
| 3  | Estonia   | Macedonia, Moldavia, Portogallo                                                      |
| 1  | Albania   | Azerbaigian                                                                          |
| 1  | Danimarca | Ungheria                                                                             |
| 1  | Francia   | Ucraina                                                                              |
| 1  | Italia    | Albania                                                                              |
| 1  | Lituania  | Croazia                                                                              |
| 1  | Moldavia  | Russia                                                                               |
| 1  | Norvegia  | Italia                                                                               |
| 1  | Serbia    | Montenegro                                                                           |

12 punti (Televoto)
| N. | A               | Da                                                                              |
| -- | --------------- | ------------------------------------------------------------------------------- |
| 8  | Israele         | Australia, Azerbaigian, Francia, Georgia, Moldavia, San Marino, Spagna, Ucraina |
| 5  | Lituania        | Estonia, Irlanda, Lettonia, Norvegia, Regno Unito                               |
| 4  | Serbia          | Croazia, Montenegro, Slovenia, Svizzera                                         |
| 3  | Cipro           | Armenia, Bulgaria, Grecia                                                       |
| 3  | Danimarca       | Islanda, Svezia, Ungheria                                                       |
| 3  | Italia          | Albania, Germania, Malta                                                        |
| 3  | Ucraina         | Bielorussia, Polonia, Repubblica Ceca                                           |
| 2  | Albania         | Italia, Macedonia                                                               |
| 2  | Estonia         | Finlandia, Lituania                                                             |
| 2  | Germania        | Danimarca, Paesi Bassi                                                          |
| 2  | Moldavia        | Romania, Russia                                                                 |
| 2  | Repubblica Ceca | Austria, Israele                                                                |
| 1  | Bulgaria        | Cipro                                                                           |
| 1  | Paesi Bassi     | Belgio                                                                          |
| 1  | Spagna          | Portogallo                                                                      |
| 1  | Ungheria        | Serbia                                                                          |

## Premi Marcel Bezençon
I vincitori sono stati:
- Premio della stampa:  Francia
- Premio per la miglior esibizione:  Cipro
- Premio per la miglior composizione:  Bulgaria

## OGAE 2018
L'OGAE 2018 è la classifica stilata da gruppi dell'OGAE, organizzazione internazionale che consiste in un network di oltre 40 fan club del Contest di vari Paesi europei e non. Come ogni anno, i membri dell'OGAE hanno avuto l'opportunità di votare dal 25 marzo al 30 aprile per la loro canzone preferita prima della gara e i risultati sono stati pubblicati sul sito web dell'organizzazione.
| Posizione | Paese           | Cantante        | Canzone*    | Punti |
| --------- | --------------- | --------------- | ----------- | ----- |
| 1         | Israele         | Netta           | Toy         | 456   |
| 2         | Francia         | Madame Monsieur | Mercy       | 352   |
| 3         | Finlandia       | Saara Aalto     | Monsters    | 256   |
| 4         | Australia       | Jessica Mauboy  | We Got Love | 202   |
| 5         | Repubblica Ceca | Mikolas Josef   | Lie to Me   | 181   |

*La tabella raffigura il voto finale di 44 OGAE club, con un club (OGAE Montenegro) assente alla votazione di questo poll.

## Giurie
Il 30 aprile 2018 l'UER ha reso nota la lista dei membri delle giurie nazionali che avrebbero costituito la classifica della giuria all'evento. Essi sono:
In grassetto i presidenti di giuria.
- Albania: Elton Deda, Ben Andoni, Bojken Lako, Rosela Gjylbegu, Kamela Islamaj
- Armenia: Aramo, Alla Levonyan, Aremn Galyan, Masha Mnjoyan, Shushanik Arevhatyan
- Australia: Richard Wilkins, Jonas Raskopoulos, L-FRESH The LION, Zan Rowe, Milie Millgate
- Austria: Nathan Trent, Monika Ballwein, Hannes Tschürtz, Ina Regen, Florian Cojocaru
- Azerbaigian: Mubariz Tagiyev, Faig, Ilaha Efendiyeva-Xalilova, Tunzala Qahraman, Nurlana Cafarova
- Belgio: Bob Savenberg, Wouter Vander Veken, Lady Linn, Laura Tesoro, Tom Dice
- Bielorussia: Iskui Abaljan, Aljaksej Nabeeŭ, Uladzimir Bohdan, Taccjana Parchamovič, Svjatlana Stacėnka
- Bulgaria: Maja Dimitrova Rajkova, Aleksej Vasilev, Mary, Lora Dimitrova Kozevam Kalin Ljubenov Vel'ov
- Cipro: Īlias Antōniadīs, Giannīs, Kalliopī Kouroupī, Dīmītra Geōrgou, Pavlos Palaichōrites
- Croazia: Muc, Lara Antić Prskalo, Zdenka Kovačiček, Gina Victoria Damjanović, Lesique
- Danimarca: Bryan Rice, Søs Fenger, Emmelie de Forest, Linda Andrews, Lasse Meling
- Estonia: Eva Palm, Allan Roosileht, Anett Kulbin, Karl Killing, Rainer Ild
- Finlandia: Petri Laaksonen, Laura Marketta Vähähyyppä, Aija Puurtinen, Matias Veikko Olavi Keskiruokanen, Vilma Alina
- Francia: Cyril Taieb, Elodie Suigo, Ehla, Clémentine Boulard, Benjamin Marciano
- Georgia: Zurab Ramishvili, Eliso Shengelia, Salome Bakuradze, Kakhaber Grigalashvili, Mariam Ebralidze
- Germania: Mary Roos, Max Giesinger, Sascha Stadler, Mike Singer, Lotte
- Grecia: Nikos Graigkos, Giannīs Nikoletopoulos, Arīs Anagnōstopoulos, Ilenia Williams, Margo Enepekidī
- Irlanda: Tom Dunne, Niamh Kavanagh, Crossy, Aoife Barry, Kenneth Giles
- Islanda: Védís Hervör, Hlynur Ben, Hannes Friðbjarnarson, Jón Rafnsson, Erla Jónatans
- Israele: Eliko, Dafna Lustig, Yaakov Lamai, Gal Uchovsky, Hagai Uzan
- Italia: Silvia Gavarotti, Antonella Nesi, Sandro Comini, Matteo Catalano, Barbara Mosconi
- Lettonia: Valts Pūce, Makree, Aminata, Annija Putniņa, Agnese Cimuška
- Lituania: Lauras Lučiūnas, Jurga, Miss Sheep, Mindaugas Urbaitis, Leon Somov
- Macedonia: Miodrag Vrčakovski, Ile Spasev, Ana Pandevska, Kristijan Gabroski, Stefanija Leškova-Zekenkovska
- Malta: Elton Zarb, Dorian Cassar, Olwyn Jo Saliba, Alexander Kitcher, Amber Bondin
- Moldavia: Anatol Chiriac, Cristina Scarlat, Vera Turcanu, Vitalie Catana, Rodica Aculova
- Montenegro: Zoja Đurović, Kaća Šćekić, Nina Žižić, Predrag Nedeljković, Senad Drešević
- Norvegia: Guri Schanke, Spira, Andre Bravo, Ingeborg Walther, Hanne Haugsand
- Paesi Bassi: Sharon Janny Den Adel, Arno Krabman, Robert Ester, Rick Vol, Lesley Joanna van der Aa
- Polonia: Dorota Szpetkowska, Michał Szpak, Natalia Szroeder, Sławomir Uniatowski, Michał Grott
- Portogallo: Armando Teixeira, Daniela Onis, Anabela, Benjamim, Peu Madureira
- Regno Unito: Richard Beadle, Ben Haynes, Michelle Escoffery, Toby Lawrence, Eady Crawford
- Repubblica Ceca: Ota Balage, Jan P. Muchow, Hana Biriczová, Berenika Kohoutová, Jiří Vidasov
- Romania: Al Mike, Nicu Patoi, Anca Lupes, Sanda Cepraga, Gabi Cotabiţă
- Russia: Vladimir Mateckij, Jana Rudkovskaja, Aleksandra Vorob'ëva, Sergej Mandrik, Aleksej Manujlov
- San Marino: Augusto Ciavatta, Ilaria Ercolani, Veronica Conti, Lo Strego, Claudio Podeschi
- Serbia: Rade Radivojević, Bojana Stamenov, Dejan Cukić, Tijana Milošević, Bane Garavi Sokak
- Slovenia: Raiven, Mistermarsh, Nikola Sekulovič, Mitja Bobič, Alenka Godec
- Spagna: Rafa Cano, Brisa Fenoy, Miriam Rodríguez, Roi Méndez, Conchita
- Svezia: Robert Sehlberg, Mariette, Josefin, Arantxa, K-One
- Svizzera: Georg Schlunegger, Alizé Oswald, Michael Kinzer, Eva Bellomo, Nickless
- Ucraina: Vitalii Klymov, Denys Zhupnyk, Artur Danielyan, Alloise, Chrystyna Solovij
- Ungheria: James Karácsony, Balázs Bolyki, Szandi, Lilla Vincze, Szabó Zé

## Stati non partecipanti
- Andorra: Ràdio i Televisió d'Andorra (RTVA) ha annunciato il 14 maggio 2017 di non prendere in considerazione la partecipazione al concorso.[110]
- Bosnia ed Erzegovina: BHRT ha annunciato il 18 settembre 2017, tramite il proprio account Twitter, che il Paese non sarebbe stato presente nell'edizione 2018.[111]
- Kosovo: RTK ha annunciato il 28 settembre 2017 che il Paese non avrebbe debuttato nell'edizione 2018.[112]
- Liechtenstein: 1 FL TV ha annunciato il 1º settembre 2017 che il Paese non avrebbe debuttato nell'edizione 2018.[113]
- Lussemburgo: RTL Télé Lëtzebuerg (RTL) ha confermato il 22 maggio 2017 che non sarebbe tornata nella manifestazione nemmeno nell'edizione 2018.[114].
- Marocco: non ci sono notizie rilasciate dal paese africano, ma stando a ciò che afferma esctoday.com il Marocco non tornerà a partecipare.[115]
- Principato di Monaco: TMC ha confermato il 31 agosto 2017 che non sarebbe tornata nella manifestazione nemmeno nell'edizione 2018.[116]
- Slovacchia: RTVS ha annunciato l'11 settembre 2017 di non voler tornare a partecipare alla manifestazione.[117]
- Turchia: TRT ha confermato il 7 agosto 2017 di non prendere in considerazione la partecipazione al concorso.[118]

## Trasmissione dell'evento e commentatori
- Albania: l'evento è stato trasmesso su RTSH con il commento di Andri Xhahu.[senza fonte]
- Armenia: l'evento è stato trasmesso su Armenia 1 e Public Radio of Armenia con il commento Avet Barseghyan e Felix Khachatryan.[senza fonte]
- Australia: l'evento è stato trasmesso dalla SBS con il commento da Myf Warhurst e Joel Creasey.[119]
- Austria: tutto l'evento è stato trasmesso su ORF eins e commentato da Andi Knoll.[senza fonte]
- Azerbaigian: l'evento è stato trasmesso su Ictimai TV.[senza fonte]
- Belgio: l'evento è stato trasmesso sia su La Une che su Één ed è stato commentato da Maureen Louys e Jean-Louis Lahaye in francese, mentre Peter Van de Veire ha commentato l'evento in olandese.[120]
- Bielorussia: tutto l'evento è stato trasmesso su Belarus-1 e su Belarus 24 ed è stato commentato da Evgeny Perlin.[senza fonte]
- Bulgaria: l'evento è stato trasmesse su BNT 1 con il commento di Elena Rosberg e Georgi Kushvaliev.[senza fonte]
- Cina: Hunan TV ha acquisito anche per questa edizione i diritti per trasmettere l'evento con il commento di Duan Yixuan e Hei Nan.[121]
- Cipro: l'evento è stato trasmesso su CyBC con il commento di Costas Constantinou e Vaso Kominou.[122]
- Croazia: l'evento è stato trasmesso su HRT 1 e in radio da HR 2 con il commento di Duško Ćurlić.[123]
- Danimarca: tutto l'evento è stato trasmesso su DR1 ed è stato commentato da Ole Tøpholm.[124]
- Estonia: tutto l'evento è stato trasmesso su ETV con il commento di Marko Reikop. Sono state confermate inoltre la trasmissione su Raadio 2 con il commento di Mart Juur ed Andrus Kivirähk che hanno commentato l'evento in estone, mentre Aleksandr Hobotov e Julia Kalenda hanno commentato l'evento in russo su ETV+.[125]
- Finlandia: l'evento è stato trasmesso sia su Yle TV2 che su Yle X3M, con il commento di Mikko Silvennoinen in finlandese, mentre Eva Frant e Johan Lindroos hanno commentato l'evento in svedese. È stata confermata inoltre la trasmissione su Yle Radio Suomi con il commento di Anna Keränen, sia durante le semifinali che la finale, e Aija Puurtinen e Sami Sykkö che hanno commentato solamente la serata finale.[126]
- Francia: le semifinali dell'evento sono state trasmesse su France 4 con il commento Christophe Willem ed André Manoukian, mentre la finale dell'evento è stata trasmessa su France 2 ed è stata commentata da Stéphane Bern, Christophe Willem ed Alma (rappresentante dello stato nell'edizione precedente).[127][128]
- Georgia: tutto l'evento è stato trasmesso su 1TV con il commento di Demetre Ergemlidze.[129]
- Germania: le semifinali dell'evento sono state trasmesse da One, mentre la finale dell'evento è stata trasmessa su Das Erste con il commento di Peter Urban.[130]
- Grecia: tutto l'evento è stato trasmesso su ERT con il commento di Alexandros Lizardos e Daphne Skalioni.[131]
- Irlanda: le semifinali dell'evento sono state trasmesse su RTÉ2, mentre la finale dell'evento è stata trasmessa su RTÉ One con il commento di Marty Whelan. È stata confermata inoltre la trasmissione su RTÉ Radio 1 con il commento di Neil Doherty e Zbyszek Zalinski.
- Islanda: l'evento è stato trasmesso su RÚV con il commento di Gísli Marteinn Baldursson.
- Israele: tutto l'evento è stato trasmesso su Kan 11, la prima semifinale è stata commentata da Asaf Liberman e Shir Reuven, mentre la finale è stata commentata da Erez Tal.[132]
- Italia: come accade dal 2016, le semifinali sono state trasmesse su Rai 4 e la finale su Rai 1 e Rai Radio 2. Le semifinali su Rai 4 sono state commentate da Carolina Di Domenico e Saverio Raimondo,[133] mentre la finale su Rai 1 è stata commentata da Federico Russo e Serena Rossi. La finale dell'evento è stata disponibile anche su Rai Radio 2 con il commento di Carolina Di Domenico ed Ema Stokholma.[134]
- Kazakistan: l'intero evento è stato trasmesso su Khabar TV con il commento di Kaldybek Zhaysanbaev e Diana Snegina.[135]
- Kosovo: l'intero evento è stato trasmesso su RTK.[136]
- Lettonia: tutto l'evento è stato trasmesso su LTV1 con il commento di Toms Grēviņš, che ha commentato sia le semifinali che la finale, e Magnuss Eriņš che ha commentato solamente la serata finale.[137]
- Lituania: l'evento è stato trasmesso su LRT con il commento di Darius Užkuraitis e Gerūta Griniūtė.
- Macedonia: l'evento è stato trasmesso su MRT 1 con il commento di Karolina Petkovska.[138]
- Malta: tutto l'evento è stato trasmesso su TVM.
- Moldavia: tutto l'evento è stato trasmesso su Moldova 1 e Radio Moldova, le semifinali sono state commentate da Julieta Ardovan, mentre la finale è stata commentata da Doina Stimpovschii.[139]
- Montenegro: tutto l'evento è stato trasmesso su TVCG 1 e TVCG SAT con il commento di Dražen Bauković e Tijana Mišković.
- Norvegia: tutto l'evento è stato trasmesso su NRK1 con il commento di Olav Viksmo Slettan. Sono state confermate inoltre la trasmissione su NRK3 con il commento di Ronny Brede Aase, Silje Nordnes, e Markus Neby e anche la trasmissione su NRK P1 con il commento di Ole Christian Øen.[140][141][142]
- Paesi Bassi: tutto l'evento è stato trasmesso su Nederland 1 ed è stato commentato da Cornald Maas e Jan Smit.[143]
- Polonia: l'evento è stato trasmesso su TVP1 e TVP Polonia ed è stato commentato da Artur Orzech.[144]
- Portogallo: l'evento è stato trasmesso su RTP1, RTP África e su RTP Internacional con il commento di Nuno Galopim e Hélder Reis.
- Regno Unito: le semifinali sono state trasmesse da BBC Four con il commento di Rylan Clark-Neal e Scott Mills, mentre la finale è stata trasmessa su BBC One con il commento di Graham Norton e su BBC Radio 2 con il commento di Ken Bruce.[145][146]
- Repubblica Ceca: le semifinali dell'evento sono state trasmesse su ČT2, mentre la finale è stata trasmessa su ČT1 con il commento di Libor Bouček.
- Romania: l'evento è stato trasmesso su TVR1 e su TVR HD con il commento di Liliana Ștefan e Radu Andrei Tudor.
- Russia: l'evento è stato trasmesso su Pervyj kanal con il commento di Yuriy Aksuta e Yana Churikova.
- San Marino: l'evento è stato trasmesso su San Marino RTV e Radio San Marino, con il commento di Lia Fiorio e Gigi Restivo.[147]
- Serbia: l'evento è stato trasmesso su RTS1 con il commento di Silvana Grujić e Tamara Petković alle semifinali, mentre Duška Vučinić ha commentato la serata finale.
- Slovacchia: la finale dell'evento è stata trasmessa su Rádio FM ed è stata commentata da Daniel Baláž, Pavol Hubinák, Juraj Malíček, Ela Tolstová e Celeste Buckingham.[148]
- Slovenia: le semifinali dell'evento sono state trasmesse su TV Slovenija 2, mentre la finale dell'evento è stata trasmessa su TV Slovenija 1 con il commento di Andrej Hofer.[senza fonte]
- Spagna: le semifinali sono state trasmesse su La 2, mentre la finale dell'evento è stata trasmessa su La 1. Il tutto è stato commentato da Tony Aguilar e Julia Varela.[149]
- Stati Uniti: la finale dell'evento è stata trasmessa su Logo TV ed è stata commentata da Ross Mathews e Shangela.[150]
- Svezia: tutto l'evento è stato trasmesso su SVT1 ed è stato commentato da Sanna Nielsen (rappresentante dello stato nell'edizione 2014) ed Edward af Sillén.[151]
- Svizzera: l'evento è stato trasmesso in: Italiano su RSI LA2 per quanto riguarda le semifinali, mentre la finale su RSI LA1 con il commento di Clarissa Tami, in Francese su RTS Deux per quanto riguarda le semifinali, mentre la finale su RTS Un con il commento di Marc Richard e Nicolas Tanner e in Tedesco su SRF zwei per quanto riguarda le semifinali, mentre la finale su SRF 1 con il commento di Sven Epiney.[152][153]
- Ucraina: tutto l'evento è stato trasmesso su UA:PBC ed è stato commentato da Timur Mirošnyčenko che ha commentato sia le semifinali che la finale, accompagnato da Marija Jaremčuk (rappresentante dello stato nell'edizione 2014) nella prima semifinale, Al'oša (rappresentante dello stato nell'edizione 2010) nella seconda e da Jamala (Vincitrice dell'Eurovision Song Contest 2016) nella serata finale. È stata confermata inoltre la trasmissione su STB con il commento di Serhij Prytula.[154][155]
- Ungheria: tutto l'evento è stato trasmesso su Duna TV con il commento di Krisztina Rátonyi e Freddie (rappresentante dello stato nell'edizione 2016).[156]

## Portavoce
L'11 maggio 2018, il giorno prima della finale, è stato stabilito l'ordine di presentazione dei portavoce. L'ordine inizialmente stabilito ed i portavoce sono:
1. Ucraina: Natalia Žyžčenko
2. Azerbaigian: Asadov Tural (Portavoce dello stato dall'Eurovision Song Contest 2015)
3. Bielorussia: Navi (Rappresentanti dello stato all'Eurovision Song Contest 2017)
4. San Marino: John Kennedy O’Connor (Portavoce anche nell'edizione 2013)
5. Paesi Bassi: O'G3NE (Rappresentanti dello stato all'Eurovision Song Contest 2017)
6. Macedonia: Jana Burčeska (Rappresentante dello stato all'Eurovision Song Contest 2017)
7. Malta: Lara Azzopardi
8. Georgia: Tamara Gachechiladze (Rappresentante dello stato all'Eurovision Song Contest 2017)
9. Spagna: Nieves Álvarez (Portavoce anche nella scorsa edizione)
10. Austria: Katharina Bellowitsch (Portavoce dello stato dall'Eurovision Song Contest 2011)
11. Danimarca: Ulla Essendrop (Portavoce dello stato dall'Eurovision Song Contest 2016)
12. Regno Unito: Mel Giedroyc
13. Svezia: Felix Sandman
14. Lettonia: Dagmāra Legante
15. Albania: Andri Xhahu (Portavoce dello stato dall'Eurovision Song Contest 2012)
16. Croazia: Uršula Tolj (Portavoce dello stato anche nell'edizione 2013 e 2017)
17. Irlanda: Nicky Byrne (Rappresentante dello stato all'Eurovision Song Contest 2016 e portavoce dall'edizione 2013)
18. Romania: Sonia Argint-Ionescu (Portavoce anche nella scorsa edizione)
19. Repubblica Ceca: Radka Rosická (Portavoce anche nella scorsa edizione)
20. Islanda: Edda Sif Pálsdóttir
21. Moldavia: Julieta Ardovan
22. Belgio: Danira Boukhriss Terkessidis
23. Norvegia: JOWST & Aleksander Walmann (Rappresentanti dello stato all'Eurovision Song Contest 2017)
24. Francia: Élodie Gossuin (Portavoce dello stato dall'Eurovision Song Contest 2016)
25. Italia: Giulia Valentina Palermo (Portavoce anche nella scorsa edizione)
26. Australia: Ricardo Gonçalves
27. Estonia: Ott Evestus
28. Serbia: Dragana Kosjerina (Portavoce anche nell'edizione 2016)
29. Cipro: Hovig (Rappresentante dello stato all'Eurovision Song Contest 2017)
30. Armenia: Arsen Grigoryan
31. Bulgaria: Yoanna Dragneva (Rappresentante dello stato all'Eurovision Song Contest 2008 come parte dei Deep Zone)
32. Grecia: Olina Xenopoulou
33. Ungheria: Bence Forró
34. Montenegro: Natasa Sotra
35. Germania: Barbara Schöneberger (Portavoce dello stato dall'Eurovision Song Contest 2015)
36. Finlandia: Anna Abreu
37. Russia: Alsou (Rappresentante dello stato nel 2000, conduttrice nel 2009 e portavoce nell'edizione 2013)
38. Svizzera: Letícia Carvalho
39. Israele: Lucy Ayoub
40. Polonia: Mateusz Szymkowiak
41. Lituania: Eglė Daugėlaitė (Portavoce anche nella scorsa edizione)
42. Slovenia: Maja Keuc (Rappresentante dello stato all'Eurovision Song Contest 2011)
43. Portogallo: Pedro Fernandes

## Controversie
- Macedonia: il 30 ottobre 2017 l'UER aveva inizialmente escluso MRKTV dai propri servizi, impedendo la partecipazione macedone a quest'edizione[158]; sarebbe stata la seconda volta, dopo l'edizione 2016, in cui uno Stato viene escluso dalla partecipazione a causa dei problemi finanziari della rete che lo rappresenta[159], anche se in questo caso l'UER è intervenuta prima che fossero stati decisi l'artista ed il brano. Il 17 novembre 2017 è stata confermata la partecipazione macedone alla manifestazione, portando così a 43 gli Stati in gara.[23]
- Bielorussia: BTRC ha annunciato che il cantante ucraino Alekseev avrebbe partecipato all'Eurofest 2018 con il brano Forever l'11 febbraio 2018.[160] Il 10 gennaio 2018, però, è stato scoperto che il brano dell'artista era stato eseguito in lingua russa prima della data limite stabilita dall'UER, il 1º settembre 2017, e pertanto potenzialmente violava la politica di presentazione delle canzoni dell'UER. Ulteriori ricerche dimostrano che la canzone in questione è stata eseguita alla fine di maggio 2017.[161] Sei artisti hanno minacciato di ritirarsi dalla selezione se non fosse stato squalificato, così come ha fatto la cantante bielorussa Sofi Lapina.[162][163] Alla fine Alekseev è stato in grado di prendere parte al concorso, grazie ad un nuovo arrangiamento musicale del brano, con il quale ha vinto la selezione ed ottenuto il diritto di rappresentare il Paese.[38] Tuttavia, il 23 febbraio 2018, è stato riferito che l'UER ha concesso all'artista il permesso di eseguire la versione originale del brano alla kermesse, ed infatti a maggio, Alekseev ha eseguito a Lisbona la versione originale.[164]
- Repubblica Ceca: il 29 aprile 2018, durante la prima prova generale della performance della Repubblica Ceca, il cantante Mikolas Josef ha riferito di aver subito lesioni alle spalle dovute alle diverse acrobazie effettuate durante le prove, e successivamente è stato ricoverato in ospedale.[165] Il cantante ha aggiornato i suoi fan tramite il suo account Instagram, affermando: «Posso confermare che mi sono infortunato durante le prove e dopo diverse ore la situazione è peggiorata, non riesco nemmeno a camminare in questo momento. Sono uscito dal primo ospedale e ora mi stanno trasportando verso il secondo». Successivamente ha affermato che, comunque, «Mi esibirò a qualunque costo».[166] Dopo gli accertamenti medici, Josef è tornato all'Altice Arena per continuare con le prove generali, con una nuova coreografia per evitare ulteriori infortuni.[167] Il 7 maggio 2018, Josef ha riferito che in caso di qualificazione alla serata finale, verrà utilizzata la coreografia originale con le acrobazie.[168]
- Cina: l'8 maggio 2018, durante la trasmissione della prima semifinale sulla rete televisiva Hunan TV, sono state censurate le esibizioni dell'Albania e dell'Irlanda, sia per quanto riguarda l'esibizione sia per quanto riguarda il recap del televoto. La censura dell'esibizione albanese è dovuta al divieto di trasmettere sulla televisione nazionale i tatuaggi del cantante Eugent Bushpepa, mentre per quanto riguarda l'Irlanda è dovuta alla presenza di riferimenti LGBT nella coreografia che accompagna l'esibizione di Ryan O'Shaughnessy. Ulteriori censure, seppur minori, sono state operate durante l'esibizione della Svizzera per oscurare le bandiere arcobaleno presenti nella platea.[169] A seguito di ciò, il 9 maggio 2018, l'UER ha vietato al Paese la trasmissione della seconda semifinale e della serata finale affermando che: «Tutto ciò non è in linea con i valori di universalità e inclusività dell'UER e della nostra orgogliosa tradizione di celebrare la diversità attraverso la musica».[170]
- Italia: durante la messa in onda della seconda semifinale, Saverio Raimondo ha ironizzato su San Marino riferendosi al fatto che, durante la finale della precedente edizione, il microstato abbia dato 3 punti all'Italia. Questo, unito ad altre battute ed anche al fatto che l'Italia avesse diritto di voto durante quella stessa semifinale, ha suscitato il disappunto della delegazione sammarinese e di San Marino RTV, che ha chiesto all'UER dei provvedimenti al riguardo.[171] Tuttavia la vicenda si è conclusa in un nulla di fatto.
- Regno Unito: durante l'esibizione della cantante SuRie, un uomo ha invaso il palco strappando il microfono all'artista e urlando: «Nazisti dei media britannici, vogliamo la libertà!»; l'intruso è stato prontamente portato via e la cantante ha ripreso regolarmente la sua performance. In seguito gli organizzatori dell'evento hanno proposto a SuRie di esibirsi nuovamente ma la cantante e il suo team hanno declinato la proposta dichiarando di essere soddisfatti e fieri per come sia andata l'esibizione.[172] L'uomo è poi stato identificato come tal "Dr A.C", un rapper e attivista britannico, già autore di altri gesti simili.[173]